# 克里斯特·诺沃塞利克
克里斯特·安東尼·諾沃塞利克（英語：Krist Anthony Novoselic，/ˌnoʊvoʊˈsɛlɪk/；1965年5月16日—）是美國音樂家與政治行動主義者。身為貝斯手，他與吉他手兼主唱的科特·柯本同為油漬搖滾樂團超脫樂團的創始成員。超脫樂團取得諸多成功，贏得了多項金獎和白金獎，並在全球各地巡迴演出。
在1994年的科特·柯本之死而導致超脫樂團解散後，諾沃塞利克在隔年成立了Sweet 75並於2002年成立Eyes Adrift，這兩個樂團都各有一張專輯。他曾在2006年至2009年加入龐克搖滾樂團Flipper。在2011年，諾沃塞利克為幽浮一族樂團專輯《Wasting Light》中的歌曲〈I Should Have Known〉錄製貝斯與手風琴，而他自己在自2016年6月成立的樂團Giants in the Trees裡也擔任了貝斯與手風琴。
除了他的音樂事業，諾沃塞利克在政治上也一直十分地活躍，其中包括成立政治行動委員會JAMPAC（藝術家和音樂家聯合政治行動委員會）。從2007年到2010年，他為《西雅圖週刊》的網站撰寫關於音樂和政治的每週專欄。自2008年以來，諾沃塞利克也擔任了選舉改革組織FairVote的董事會主席。

## 延伸閱讀
- The Best of Nirvana: A Step-by-Step Breakdown of the Bass Styles & Techniques of Chris Novoselic (July 2003) ISBN 9780634057052
- Of Grunge and Government: Let's Fix This Broken Democracy (January 2004) ISBN 9780971920651
- Taboo Tunes: A History of Banned Bands & Censored Songs (April 2004) ISBN 9780879307929
- Nirvana: The Biography (March 2007) ISBN 9780306815546
- Kurt Cobain and Nirvana - Updated Edition: The Complete Illustrated History (September 2016) ISBN 9780760351789

## 外部連結
- Giants in the Trees （页面存档备份，存于）的官方YouTube頻道
- 克里斯特·諾沃塞利克的官方YouTube頻道
- 克里斯特·諾沃塞利克 w/ Flipper
- Krist Novoselic在互联网电影资料库（IMDb）上的資料（英文）
- Novoselic.com （页面存档备份，存于） – 一個獻給克里斯特·諾沃塞利克的網站
- C-SPAN內的頁面（英文）
- 克里斯特·諾沃塞利克談及超脫樂團、Flipper、龐克搖滾和政治的80分鐘訪談
- BBC Krist Novoselic （页面存档备份，存于）
- 克里斯特·諾沃塞利克 （页面存档备份，存于）在《告示牌》
- 《西雅圖週刊》上的檔案
- FairVote（页面存档备份，存于）
- 格萊美獎上的檔案